# Ireneusz Kowalewski
Ireneusz Eugeniusz Kowalewski (ur. 4 stycznia 1955, zm. 11 lutego 2025) – polski działacz kulturalny i menedżer muzyczny. Inicjator i organizator Grand Prix Jazz Melomani.

## Życiorys
Był założycielem (w 1989) i prezesem (od 2002) Stowarzyszenia Jazzowego „Melomani”, w ramach którego, od 1992 roku, organizował doroczne gale Grand Prix Jazz Melomani (tzw. „Europejskie Oskary Jazzowe”). Był wiceprezesem Federacji Stowarzyszeń Twórczych i Kulturalnych Województwa Łódzkiego. Był współtwórcą i menedżerem takich zespołów, jak: Kasa Chorych, RSC i Oddział Zamknięty. Wraz z Markiem Niedźwieckim był inicjatorem i prowadzącym Festiwal Muzyki Rockowej „Rockowisko”. Był współtwórcą „Jesień z Bluesem” w Białymstoku oraz należał do rady artystycznej Festiwalu w Jarocinie. Był także producentem fonograficznym – wyprodukował kilkanaście albumów, m.in. Marka i Wacka, Kasy Chorych, Oddziału Zamkniętego, Ziemowita Kosmowskiego, Elżbiety Adamiak i Andrzeja Poniedzielskiego, a także Radiowego Klubu Masztalskiego.
Zmarł w wyniku choroby nowotworowej. Został pochowany na cmentarzu św. Anny w Łodzi.

## Wyróżnienia
- Odznaka „Za Zasługi dla Miasta Łodzi” (2002)[8]
- Srebrny Medal „Zasłużony Kulturze Gloria Artis” (2007)[9]